# Crocidura aleksandrisi
Crocidura aleksandrisi és una espècie de musaranya que viu a Líbia.